# Charlottenlund (slot)

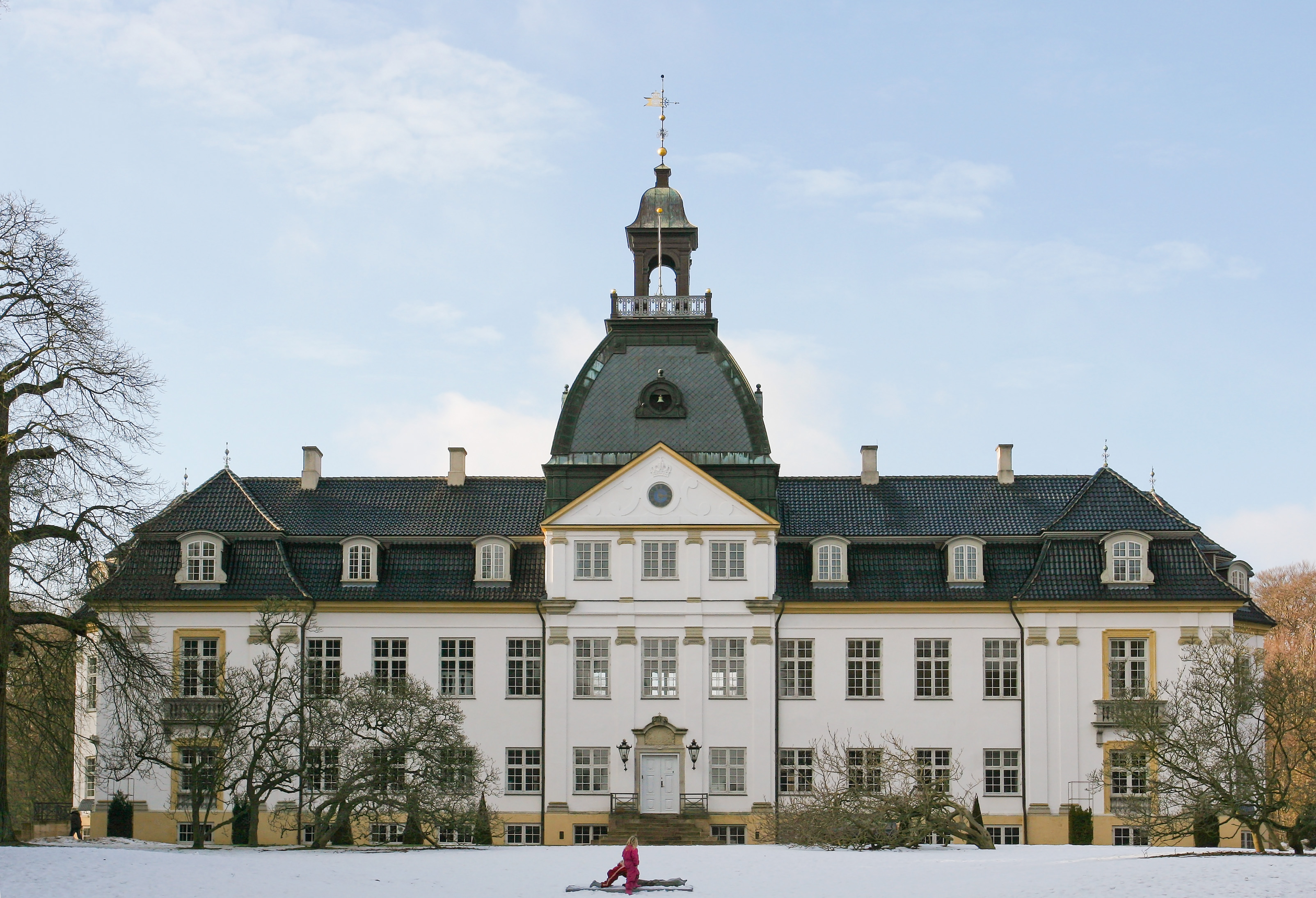
"Charlottenlund slot"

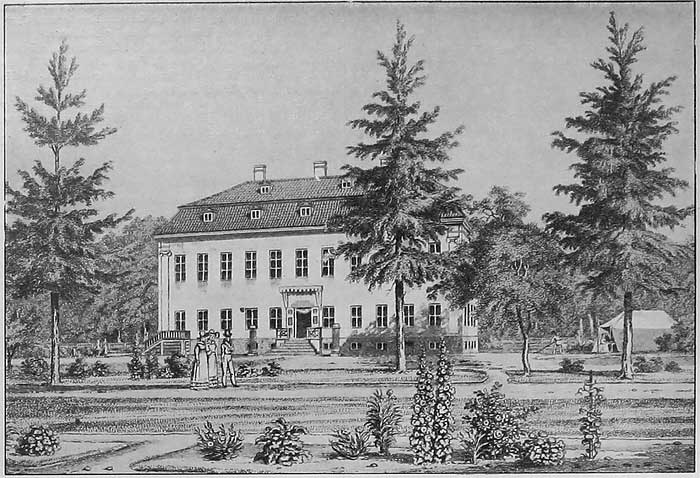
Paleis Charlottenlund naar een tekening van H.G.F. Holm, omstreeks 1830

Charlottenlund (Deens: Charlottenlund Slot) is een klein paleis in de omgeving van de Deense hoofdstad Kopenhagen. Het werd in haar oorspronkelijke barokke vorm gebouwd tussen 1731 en 1733 op de fundamenten van een voorganger, paleis Gyldenlund genaamd. Het paleis is genoemd naar Charlotte Amalia, de dochter van Frederik IV van Denemarken en de zus van Christiaan VI van Denemarken. In de jaren 1880 werd het paleis uitgebreid en verbouwd in de Franse renaissance stijl, een voor die tijd kenmerkende architectuur.
De eerste koninklijke familie die het paleis bewoonde was in 1869 kroonprins Frederik VIII en zijn vrouw Louise van Zweden. Hun zonen Christiaan X van Denemarken en Carl van Denemarken, de latere koning Haakon VII van Noorwegen, werden geboren in het paleis Charlottenlund. Koningin Louise woonde als weduwe in het paleis tot aan haar dood in 1926.  
De koninklijke familie verliet het paleis in 1935 en sindsdien is het in gebruik bij het Deense Instituut voor de Visserij. 